# Der gewöhnliche Faschismus
Der gewöhnliche Faschismus (russ. Originaltitel: Обыкновенный фашизм Obyknowenny faschism) ist ein sowjetischer Dokumentarfilm von Michail Romm aus dem Jahre 1965.

## Inhalt
Romm stellt die Frage, wie es zum Hitlerfaschismus kommen konnte. In sechzehn Kapiteln sucht Romm nach Antworten auf seine Frage, was Menschen dazu bringt, den Faschismus zu bejahen und sogar zum Mörder zu werden.
Bereits der Einstieg deutet eine besondere Herangehensweise Romms an das Sujet des Faschismus an und zeigt zunächst eine lose Abfolge von Kinderzeichnungen: einen fröhlichen Kater, einen hungrigen Kater, einen listigen Kater, einen traurigen Löwen, einen Bären. Es folgen Aufnahmen von Eltern und ihren Kindern und Studenten in Warschau, Moskau und Berlin. Der artikulierte Gedanke dieser Bilder: „Jeder sieht die Welt ein bisschen anders, aber jeder ist Mensch.“
Die Idylle wird abrupt durch einen Schuss unterbrochen und eine Fotografie wird eingeblendet, auf der ein Wehrmachtsoldat eine Frau erschießt, die ihr Kind in den Armen hält. Die Kamera geht zurück auf ein Kind, das ernst in die Kamera blickt; es steht symbolisch für die Frage, was einen Menschen so grausam werden lassen kann. Diese durchzieht den ganzen Film und es wird anhand verschiedener Bilder, beispielsweise von Massenaufmärschen und Reden der Nazis und Faschisten, versucht, eine Antwort zu finden. Auch Ausschnitte aus Propagandafilmen der Nazis werden gezeigt, die vom Regisseur oft ironisch kommentiert werden. Am Ende des Films werden die „kapitalistischen Profiteure des Krieges“ und die Faschisten der damaligen Gegenwart gezeigt: faschistische Strömungen in den USA, Südamerika und Europa.
In der letzten Sequenz werden Kinder gezeigt, in deren Hände die Zukunft der Menschheit liegt.

## Filmmaterial
Romm wertete für seine Dokumentation Filmmaterial aus, das die Rote Armee nach dem Einmarsch in Deutschland sichergestellt hat. Es entstammt größtenteils dem ehemaligen Reichsfilmarchiv und gelangte als Kriegsbeute in die Sowjetunion. Hinzu kamen weiteres Archivmaterial und teilweise auch Privataufnahmen; zusammen mit seinen Mitarbeitern sichtete er mehr als zwei Millionen belichtete Filmmeter.

## Filmästhetik
Um seine filmische Botschaft zu vermitteln, wählte Michail Romm einen direkten Dialog; er wendet sich zu Beginn persönlich an die Zuschauer und der neben ihm sitzende Übersetzer lädt den Betrachter ein „mit [ihm] zu denken“.
Romm zeigt eine Vielzahl an Aufnahmen, unter anderem Reden von Hitler und Mussolini. Hierbei geht es ihm allerdings weniger um die rhetorischen Fähigkeiten der Redner, sondern vielmehr um deren Verhalten und um ihre Gestik. So fallen bei Mussolini besonders dessen Mundbewegungen auf, die durch die lange Fokussierung und Romms Kommentar ins Lächerliche gezogen werden.
Viele Bilder werden lakonisch kommentiert und verleihen dem Film stellenweise eine heitere Atmosphäre, beispielsweise wenn Hindenburg den Weg beim Abschreiten einer Formation nicht findet. Romms Spott spiegelt sich auch in einer der Kapitelüberschriften wider, „Mein Kampf oder wie man Kalbsfelle bearbeitet“, in dem gezeigt wird, wie Gerber und Buchbinder eine besonders kostbare Ausgabe von Hitlers „Buch der Deutschen“ anfertigen.
Auf solche ironischen Darstellungen folgen oft unvermittelt Szenen großer Grausamkeit, beispielsweise kommt zu Beginn nach der Darstellung einer Mutter mit ihrem Kind in friedlicher Atmosphäre die Darstellung eines Soldaten, der eine Mutter erschießt; nach einer ebenfalls kommentierten Szene, in der es um Rassenhygiene geht, folgen Bilder von Soldaten, die mit fröhlichem Gesichtsausdruck neben den Toten stehend fotografiert wurden.
Das gestalterische Mittel des Kontrasts lässt erkennen, dass Michail Romm sein Metier bei Sergei Eisenstein gelernt hat. Er orientierte sich am Modell der sowjetischen Stummfilme, deren Ikone Eisenstein ist; harte Kontraste, Detailaufnahmen und Darstellungen, wie sie z. B. in Panzerkreuzer Potemkin in Erscheinung treten, sind typisch für dessen Ästhetik und auch die von Der gewöhnliche Faschismus.

„Dokumentarfilm-Klassiker, in dem Michail Romm die überlieferten Bilder des Dritten Reichs hinterfragt. Aus rund zwei Millionen Metern Material des Reichsfilmarchivs, aus Wochenschauen und Fotos einzelner Soldaten filtert er Momente, die belegen, wie sehr das nationalsozialistische Deutschland auf Massensuggestion, Auslöschung des Denkens und der Vernunft sowie auf unbedingten Gehorsam gegenüber dem "Führer" setzte. In beeindruckenden Montagen zeigt er die Verwandlung der zivilen Menge in eine uniformierte Gesellschaft.“

„Eine ungewöhnliche und interessante, aber auch aufschlußreiche und ernsthafte Analyse, die Jugendlichen wie Erwachsenen empfohlen werden kann.“

## Werkbuch zum Film
- Der gewöhnliche Faschismus – Ein Werkbuch zum Film von Michael Romm, Hrsg. Wolfgang Beilenhoff und Sabine Hänsgen unter Mitwirkung von Maja Turowskaja, Verlag Vorwerk 8, Berlin 2009